# Lee Yong
Lee Yong (coreano: 이용; Ulsan, 24 de dezembro de 1986) é um futebolista profissional sul-coreano, atua como defensor, atualmente defende o Sangju Sangmu.

## Títulos
Ulsan Hyundai
- AFC Champions League (1): 2012